# Internazionali d'Italia 2016

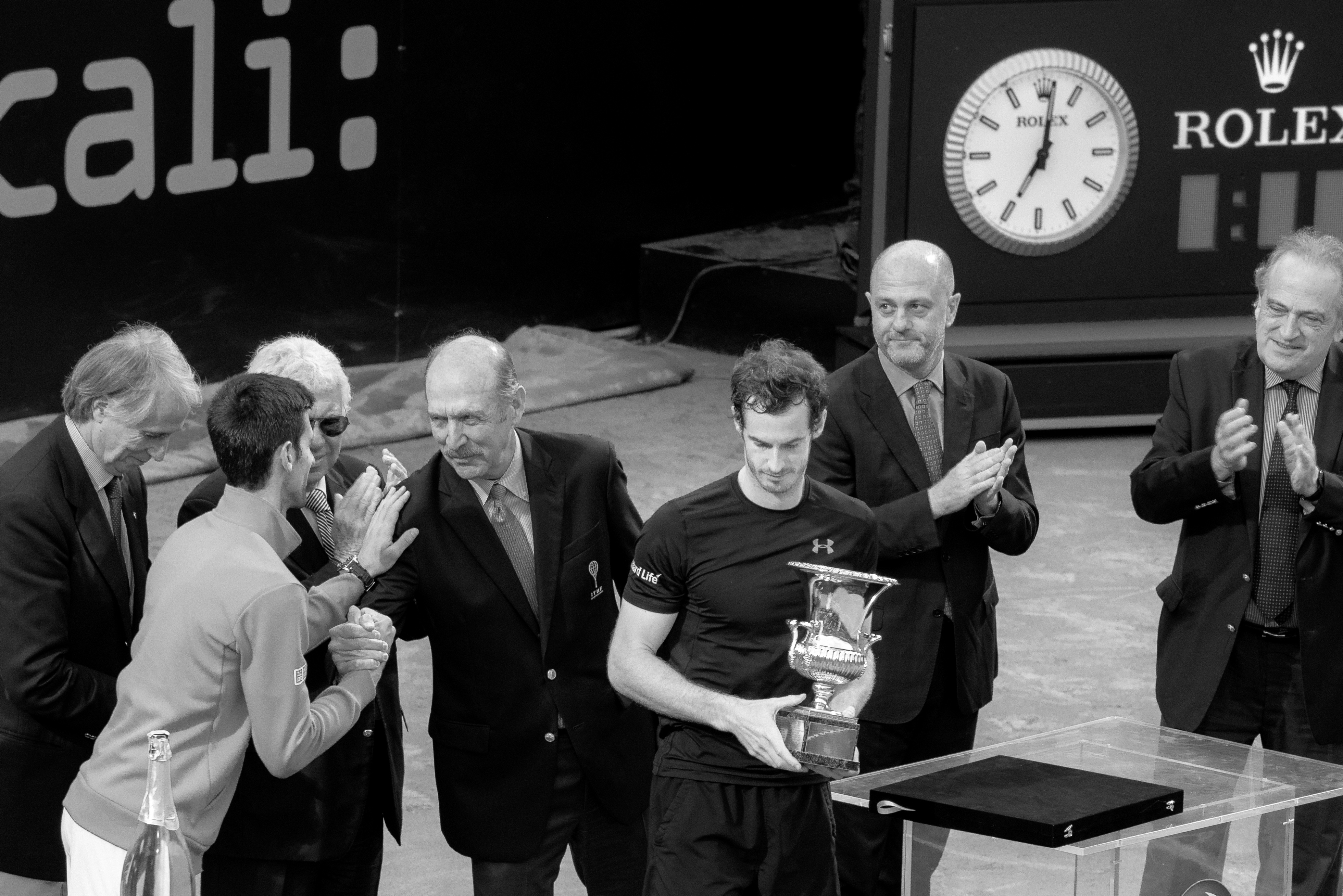
Premiazione del torneo singolare maschile.

Gli Internazionali d'Italia 2016 sono stati un torneo di tennis giocato su campi in terra rossa. Si tratta della 73ª edizione degli Internazionali d'Italia, classificati come ATP Tour Masters 1000 nell'ambito dell'ATP World Tour 2016 e come WTA Premier nel WTA Tour 2016. Tutti gli incontri si sono giocati al Foro Italico, a Roma, in Italia, dal 9 al 15 maggio 2016.

## Partecipanti ATP

### Teste di serie
| Nazione     | Giocatore             | Ranking* | Testa di serie |
| ----------- | --------------------- | -------- | -------------- |
| Serbia      | Novak Đoković         | 1        | 1              |
| Regno Unito | Andy Murray           | 2        | 2              |
| Svizzera    | Roger Federer         | 3        | 3              |
| Svizzera    | Stan Wawrinka         | 4        | 4              |
| Spagna      | Rafael Nadal          | 5        | 5              |
| Giappone    | Kei Nishikori         | 6        | 6              |
| Francia     | Jo-Wilfried Tsonga    | 7        | 7              |
| Rep. Ceca   | Tomáš Berdych         | 8        | 8              |
| Spagna      | David Ferrer          | 9        | 9              |
| Canada      | Milos Raonic          | 10       | 10             |
| Francia     | Richard Gasquet       | 12       | 11             |
| Belgio      | David Goffin          | 13       | 12             |
| Austria     | Dominic Thiem         | 14       | 13             |
| Francia     | Gaël Monfils          | 15       | 14             |
| Spagna      | Roberto Bautista Agut | 17       | 15             |
| Sudafrica   | Kevin Anderson        | 19       | 16             |

* Ranking al 2 maggio 2016.

### Altri partecipanti
I seguenti giocatori hanno ricevuto una wild card per il tabellone principale:
- Salvatore Caruso
- Marco Cecchinato
- Paolo Lorenzi
- Lorenzo Sonego

I seguenti giocatori sono entrati in tabellone con il ranking protetto:
- Julien Benneteau
- Juan Mónaco

I seguenti giocatori sono passati dalle qualificazioni:

- Aljaž Bedene
- Íñigo Cervantes
- Damir Džumhur
- Ernests Gulbis
- Michail Kukuškin
- Stéphane Robert
- Filippo Volandri

I seguenti giocatori sono entrati in tabellone come lucky loser:
- Lucas Pouille

## Partecipanti WTA

### Teste di serie
| Nazione     | Giocatrice           | Ranking* | Testa di serie |
| ----------- | -------------------- | -------- | -------------- |
| Stati Uniti | Serena Williams      | 1        | 1              |
| Germania    | Angelique Kerber     | 3        | 2              |
| Spagna      | Garbiñe Muguruza     | 4        | 3              |
| Bielorussia | Viktoryja Azaranka   | 5        | 4              |
| Rep. Ceca   | Petra Kvitová        | 6        | 5              |
| Romania     | Simona Halep         | 7        | 6              |
| Italia      | Roberta Vinci        | 8        | 7              |
| Spagna      | Carla Suárez Navarro | 11       | 8              |
| Russia      | Svetlana Kuznecova   | 12       | 9              |
| Rep. Ceca   | Lucie Šafářová       | 13       | 10             |
| Svizzera    | Timea Bacsinszky     | 15       | 11             |
| Stati Uniti | Venus Williams       | 16       | 12             |
| Serbia      | Ana Ivanović         | 17       | 13             |
| Italia      | Sara Errani          | 18       | 14             |
| Ucraina     | Elina Svitolina      | 19       | 15             |
| Rep. Ceca   | Karolína Plíšková    | 20       | 16             |

* Ranking al 2 maggio 2016.

### Altre partecipanti
Le seguenti giocatrici hanno ricevuto una wild card per il tabellone principale:
- Claudia Giovine
- Karin Knapp
- Francesca Schiavone

Le seguenti giocatrici sono passate dalle qualificazioni:

- Kiki Bertens
- Mariana Duque Mariño
- Julia Görges
- Johanna Larsson
- Christina McHale
- Mónica Puig
- Alison Riske
- Heather Watson

## Campioni

### Singolare maschile
Andy Murray ha sconfitto in finale  Novak Đoković con il punteggio di 6-3, 6-3.
- È il trentaseiesimo titolo in carriera per Murray, primo della stagione.

### Singolare femminile
Serena Williams ha sconfitto in finale  Madison Keys con il punteggio di 7–6(5), 6-3.
- È il settantesimo titolo in carriera per la Williams, primo della stagione e quarto titolo a Roma.

### Doppio maschile
Bob Bryan /  Mike Bryan hanno sconfitto in finale  Vasek Pospisil /  Jack Sock con il punteggio di 2-6, 6-3, [10-7].

### Doppio femminile
Martina Hingis /  Sania Mirza hanno sconfitto in finale  Ekaterina Makarova /  Elena Vesnina con il punteggio di 6-1, 6(5)–7, [10-3].

## Punti e premi in denaro

### Distribuzione dei punti
| Evento              | Vittoria | Finale | Semifinale | Quarti di finale | Terzo turno | Secondo turno | Primo turno | Qualificato | Turno decisivo qualificazioni | Primo turno qualificazioni |
| Singolare maschile  | 1000     | 600    | 360        | 180              | 90          | 45            | 10          | 25          | 16                            | 0                          |
| Doppio maschile     | 1000     | 600    | 360        | 180              | 90          | 0             | N.D.        | N.D.        | N.D.                          | N.D.                       |
| Singolare femminile | 900      | 585    | 350        | 190              | 105         | 60            | 10          | 30          | 20                            | 1                          |
| Doppio femminile    | 900      | 585    | 350        | 190              | 105         | 10            | N.D.        | N.D.        | N.D.                          | N.D.                       |